# 동경 20도
동경 20도(東經20度)는 본초 자오선에서 동쪽으로 20도 떨어진 경선이다. 북극점에서 시작하여 북극해, 유럽, 아프리카, 대서양-인도양, 남극해, 남극을 거쳐 남극점에 이른다.
동경 20도는 서경 160도와 이어져 지구의 둘레를 이룬다.
나미비아와 보츠와나, 나미비아와 남아프리카 공화국 사이의 국경 일부로 규정되어 있다. 대서양과 인도양 사이의 경계로 규정되어 있다. 또한 남극 퀸모드랜드 내에 있는 노이슈바벤란트 영역의 동쪽 경계를 규정한다.
북극점에서 남극점까지 동경 20도선은 다음 지역을 지나간다.
| 좌표                                                  | 나라, 지역, 해역                                 | 주석                                                |
| ----------------------------------------------------- | ------------------------------------------------ | --------------------------------------------------- |
| 북위 90° 0′ 동경 20° 0′  / 북위 90.000° 동경 20.000°  | 북극해                                           |                                                     |
| 북위 80° 32′ 동경 20° 0′  / 북위 80.533° 동경 20.000° | 노르웨이                                         | 스발바르 제도의 노르데우스틀란데섬과 스피츠베르겐섬 |
| 북위 78° 37′ 동경 20° 0′  / 북위 78.617° 동경 20.000° | 바렌츠해                                         |                                                     |
| 북위 73° 54′ 동경 20° 0′  / 북위 73.900° 동경 20.000° | 대서양                                           | 노르웨이해                                          |
| 북위 70° 10′ 동경 20° 0′  / 북위 70.167° 동경 20.000° | 노르웨이                                         | 반나섬과 본토                                       |
| 북위 68° 34′ 동경 20° 0′  / 북위 68.567° 동경 20.000° | 스웨덴                                           | 2km 정도                                            |
| 북위 68° 33′ 동경 20° 0′  / 북위 68.550° 동경 20.000° | 노르웨이                                         | 18km 정도                                           |
| 북위 68° 23′ 동경 20° 0′  / 북위 68.383° 동경 20.000° | 스웨덴                                           |                                                     |
| 북위 63° 37′ 동경 20° 0′  / 북위 63.617° 동경 20.000° | 발트해                                           | 보트니아만                                          |
| 북위 60° 24′ 동경 20° 0′  / 북위 60.400° 동경 20.000° | 올란드 제도                                      | 파스타올란드섬                                      |
| 북위 60° 1′ 동경 20° 0′  / 북위 60.017° 동경 20.000°  | 발트해                                           |                                                     |
| 북위 54° 57′ 동경 20° 0′  / 북위 54.950° 동경 20.000° | 러시아                                           | 칼리닌그라드 월경지                                 |
| 북위 54° 25′ 동경 20° 0′  / 북위 54.417° 동경 20.000° | 폴란드                                           |                                                     |
| 북위 49° 13′ 동경 20° 0′  / 북위 49.217° 동경 20.000° | 슬로바키아                                       | 크리반봉을 지나감                                   |
| 북위 48° 10′ 동경 20° 0′  / 북위 48.167° 동경 20.000° | 헝가리                                           |                                                     |
| 북위 46° 10′ 동경 20° 0′  / 북위 46.167° 동경 20.000° | 세르비아                                         |                                                     |
| 북위 43° 4′ 동경 20° 0′  / 북위 43.067° 동경 20.000°  | 몬테네그로                                       |                                                     |
| 북위 42° 31′ 동경 20° 0′  / 북위 42.517° 동경 20.000° | 알바니아                                         |                                                     |
| 북위 39° 41′ 동경 20° 0′  / 북위 39.683° 동경 20.000° | 지중해                                           | 이오니아해                                          |
| 북위 39° 27′ 동경 20° 0′  / 북위 39.450° 동경 20.000° | 그리스                                           | 케르키라섬                                          |
| 북위 39° 24′ 동경 20° 0′  / 북위 39.400° 동경 20.000° | 지중해                                           | 이오니아해와 지중해                                 |
| 북위 32° 1′ 동경 20° 0′  / 북위 32.017° 동경 20.000°  | 리비아                                           |                                                     |
| 북위 31° 28′ 동경 20° 0′  / 북위 31.467° 동경 20.000° | 지중해                                           | 시드라만                                            |
| 북위 30° 46′ 동경 20° 0′  / 북위 30.767° 동경 20.000° | 리비아                                           |                                                     |
| 북위 21° 33′ 동경 20° 0′  / 북위 21.550° 동경 20.000° | 차드                                             |                                                     |
| 북위 9° 7′ 동경 20° 0′  / 북위 9.117° 동경 20.000°    | 중앙아프리카 공화국                              |                                                     |
| 북위 4° 58′ 동경 20° 0′  / 북위 4.967° 동경 20.000°   | 콩고 민주 공화국                                 |                                                     |
| 남위 7° 0′ 동경 20° 0′  / 남위 7.000° 동경 20.000°    | 앙골라                                           |                                                     |
| 남위 17° 53′ 동경 20° 0′  / 남위 17.883° 동경 20.000° | 나미비아                                         |                                                     |
| 남위 22° 0′ 동경 20° 0′  / 남위 22.000° 동경 20.000°  | 나미비아 - 보츠와나 국경                         |                                                     |
| 남위 24° 45′ 동경 20° 0′  / 남위 24.750° 동경 20.000° | 나미비아 - 남아프리카 공화국 (노던케이프주) 국경 |                                                     |
| 남위 28° 26′ 동경 20° 0′  / 남위 28.433° 동경 20.000° | 남아프리카 공화국                                | 노던케이프주 웨스턴케이프주                         |
| 남위 34° 50′ 동경 20° 0′  / 남위 34.833° 동경 20.000° | 대서양 - 인도양 경계                             |                                                     |
| 남위 60° 0′ 동경 20° 0′  / 남위 60.000° 동경 20.000°  | 남극해                                           |                                                     |
| 남위 69° 59′ 동경 20° 0′  / 남위 69.983° 동경 20.000° | 남극                                             | 퀸모드랜드, 노르웨이가 영유권을 주장한다.           |

## 같이 보기
- 동경 19도
- 동경 21도